# 国重 (浮世絵師)
国重（くにしげ、生没年不詳）とは、江戸時代の大坂の浮世絵師。

## 来歴
師系・経歴不明。作画期は天保から安政の頃にかけてで、大坂で興行された芝居の役者絵を残す。作は殆どが「国重」とのみ落款する中判錦絵である。同じ大坂の絵師柳斎重春が前名に「国重」を名乗っているが、重春は文政9年（1826年）に国重から重春に改名しており、重春と関わりがある者だったのかどうかも明らかではない。

## 作品
- 「雷のおしよう・初代岩井紫若」　大判錦絵　早稲田大学演劇博物館所蔵　※天保3年（1832年）2月、大坂角の芝居『潤色女雁金』より。丸丈斎国広の画だが、衣装に「国重」の落款あり
- 「小野道風・三代目嵐璃寛」（本朝高名伝）　中判錦絵　早稲田大学演劇博物館所蔵　※嘉永元年（1848年）7月、大坂若太夫芝居『小野道風青柳硯』より
- 「久まつ・二代目嵐璃珏」　中判錦絵　早稲田大学演劇博物館所蔵　※嘉永2年4月、大坂竹田芝居『色読販』より
- 「藤屋伊左衛門・二代目嵐璃珏」　中判錦絵　早稲田大学演劇博物館所蔵　※嘉永2年、見立絵
- 「猪の早太・二代目嵐璃珏」　中判錦絵　早稲田大学演劇博物館所蔵　※嘉永4年10月、大坂筑後芝居『頼政鵺物語』より
- 「はん兵衛・実川延三郎　小いな・中山南枝」　中判錦絵2枚　池田文庫所蔵　※嘉永2年（1849年）3月、中の芝居『桜舞台近江八景』より
- 「佐藤与茂七・実川延三郎」（当世商人姿）　大判錦絵　池田文庫所蔵　※嘉永6年3月、中の芝居『仮名手本忠臣蔵』より